# グーフィー (遺伝子)
グーフィー (Goofy) とは、嗅覚に関わる遺伝子、およびそれがコードしているタンパク質の1つ。嗅覚の敏感さに重要な役目を果たしていると推定されている。

## 発見
グーフィーは2013年に理化学研究所の吉原良浩らによって発見された。吉原らは当時あまり知られていなかった、匂いに対する敏感さを生み出す分子メカニズムの探求のために、マウスを用いて鼻腔の嗅上皮に存在するタンパク質を全体的に調べ、それらをコードする遺伝子を突き止めることで、嗅覚のメカニズムの解明を目指していた。酵母を用いたシグナル配列トラップ法によるスクリーニングによって、タンパク質を作る合計12種類の遺伝子を発見した。そのうちの1つのタンパク質が、嗅細胞と鋤鼻感覚細胞に強く発言する事が見出された。また、このタンパク質を認識する抗体を用いて染色を行った結果、嗅細胞のゴルジ体に局在する事が分かった。このことから、「嗅細胞のゴルジ体に局在するタンパク質」を意味する　"Golgi protein in olfactory neurons" のバクロニムでこの遺伝子およびタンパク質は Goofy と名づけられた。

## 役割
グーフィー遺伝子は緑色蛍光タンパク質遺伝子と結合させた遺伝子改変マウスを作成し、分布を調べた結果、嗅細胞と鋤鼻感覚細胞のみで観察され、他の組織には存在しない事から、嗅覚に強く関わる遺伝子である事が推定された。また以下の研究結果からもそれが示唆されている。
グーフィー遺伝子が欠損したマウスを作成し調べたところ、嗅繊毛が正常なマウスよりも短くなっている事が分かった。また、匂いを電気信号に変換する過程に関わるアデニル酸シクラーゼⅢという酵素が、通常局在している嗅繊毛だけでなく、嗅細胞の軸索や嗅球の神経終末にも多量に存在するという、異常な局在を示した。
また、オイゲノール、2-ヘプタノン、1-ヘプタノールを用いて匂いに対する反応を調べたところ、いずれの物質に対しても正常なマウスよりも鈍い反応を示した。また、天敵であるキツネの糞に含まれる2,4,5-トリメチルチアゾリン (TMT) を感じると、マウスはフリージングとよばれるすくみ反応を示すが、高濃度のTMTおいては欠損したマウスと正常なマウスはほぼ同じ時間のフリージングを示したが、低濃度のTMTにおいては、正常なマウスはフリージングを示した濃度で、欠損したマウスはフリージングを示さなくなった。